# Львівська Сотка (веломарафон)
Львівська Сотка (раніше Перша Сотня, Перша Сотка) — щорічні любительські змагання у форматі веломарафону, що проходять навколо Львова. Наймасовіші велозмагання у Західній Україні. Участь беруть велосипедисти із різних країн та на різноманітних велосипедах: шосейних, гірських, міських, гібридах, синглспідах, трекових, лігерадах та ін. Організатором заходу є Львівський велоклуб. З 2018 року відбувається двічі на рік різними маршрутами.

## Історія
Вперше змагання відбулись у 2010 році. Тоді участь взяли лише 35 велосипедистів.
У 2018 році змагання відбувалися двічі на рік за різними маршрутами. Окрім змагань, «Львівська сотка» започаткували «Львівська сотка. Осінь» — марафон, який не відкриває сезон, а відбувається тоді, коли всі досягають піку форми — восени. Характерною особливістю маршруту є значний набір висоти.
У 2019 році на весняну Львівську сотку зареєструвалося 1136 учасників. На старт вийшло 872 учасники. Цього ж року додалась дистанція 50 км. У 2019 році було встановлено нові абсолютні рекорди швидкості в історії змагань, що було зумовлено значним покращенням дорожнього покриття на маршруті.

## Формат змагань
Змагання проходять у форматі веломарафону за правилами Audax Club Parisien. Учасники повинні проїхати дистанцію у 100 кілометрів за ліміт у 10 годин. Тим не менше, фактично, ці змагання неправильно називати марафоном, оскільки дистанції веломарафонів починаються із 200 кілометрів.
Усіх учасників, які вклались у ліміт, на фініші нагороджують заохочувальними призами. Крім того, призами нагороджують трійки тих, хто першими проходить всю дистанцію, та тих, хто першими проходить проміжний «гірський» фініш (затяжний підйом на 84-му кілометрі маршруту із набором висоти приблизно 40 метрів). Нагородження відбувається окремо в чоловічій та жіночій категоріях.

## Маршрут

### Львівська Сотка
Традиційно подія починається із реєстрації учасників на пл. Ринок. Після цього учасники організованою колоною під супроводом поліції та байкерів вирушають до місця старту в селі Сокільники.
- Сокільники (0 км)
- Пустомити (10 км)
- Щирець (21 км)
- Велика Горожанна (30 км)
- Комарно (41 км)
- Зашковичі (49 км)
- Городок (60 км)
- Поріччя (75 км)
- Страдч (78 км)
- Івано-Франкове (81 км)
- Лозино (88 км)
- Лісопотік (96 км)
- Брюховичі (100 км)

Фініш та нагородження учасників відбувається на площі перед залізничною станцією Брюховичі.
На маршруті є два контрольні пункти (30-ий та 78-ий кілометри).
Набір висоти на маршруті становить 924 метри.

### Львівська Сотка. Осінь
Як і на Львівській Сотці, реєстрація учасників та урочистий парад починаються із пл. Ринок. Місце офіційного старту змагань також збігається із Львівською Соткою, проте сам маршрут міняється у місті Пустомити.

## Найкращі результати
У 2019 році рекорд часу встановлює Кочин Алексей із часом 02:28:20 відібравши це звання у багаторазового переможця Львівської Сотки Василя Набоки. Василь Набока встановив два рекорди часу у 2017 (02:51:25) та 2018 (02:40:24) роках. До цього протягом п'яти років рекордсменом був Олег Лапка, йому належав рекорд 2012 року — 2 години, 51 хвилина та 37 секунд.
Часовий рекорд серед жінок встановила Марта Захарова 02:43:18 у 2019 році, покращивши свій результат 2018 року.

### Топ 25 рекордів
| Рік  | Ім'я учасника     | Час      |
| ---- | ----------------- | -------- |
| 2019 | Кочин Алексей     | 02:28:20 |
| 2019 | Козаченко Андрій  | 02:28:21 |
| 2019 | Бакуринский Борис | 02:28:22 |
| 2019 | Набока Василь     | 02:31:15 |
| 2019 | Гузов Віктор      | 02:31:17 |
| 2019 | Харенко Дмитро    | 02:32:38 |
| 2019 | Петров Дмитро     | 02:32:41 |
| 2019 | Єгіазарян Георгій | 02:32:41 |
| 2019 | Парашенко Артем   | 02:32:46 |
| 2019 | Савчук Руслан     | 02:32:46 |
| 2018 | Набока Василь     | 02:40:24 |
| 2018 | Koretsky Alex     | 02:40:24 |
| 2018 | Батюхов Денис     | 02:40:24 |
| 2018 | Бакуринский Борис | 02:40:25 |
| 2018 | Олексій Кочін     | 02:40:25 |
| 2018 | Стецюк Дмитро     | 02:42:05 |
| 2018 | Гузов Віктор      | 02:42:23 |
| 2018 | Жуковський Петро  | 02:43:50 |
| 2018 | Сікорський Ігор   | 02:43:53 |
| 2018 | Панченко Єгор     | 02:43:54 |
| 2018 | Єгіазарян Георгій | 02:44:33 |
| 2018 | Воронов Дмитро    | 02:44:35 |
| 2018 | Вербицький Андрій | 02:46:25 |
| 2018 | Hulin Ivan        | 02:46:47 |
| 2018 | Погодін Костянтин | 02:47:31 |

### Переможці за роками

#### Чоловіки
| Рік  | Ім'я учасника      | Час      |
| ---- | ------------------ | -------- |
| 2010 | Іван Шулак         | 03:26:00 |
| 2011 | Володимир Кривоніс | 03:15:01 |
| 2012 | Олег Лапка         | 02:51:37 |
| 2013 | Сергій П'ясецький  | 02:53:25 |
| 2014 | Тарас Пилипів      | 02:55:08 |
| 2015 | Тарас Пилипів      | 03:01:00 |
| 2016 | Василь Набока      | 02:52:32 |
| 2017 | Василь Набока      | 02:51:25 |
| 2018 | Василь Набока      | 02:40:24 |
| 2019 | Кочін Олексій      | 02:28:20 |

#### Жінки
| Рік  | Ім'я учасниці    | Час      |
| ---- | ---------------- | -------- |
| 2017 | Бандрівська Катя | 03:15:55 |
| 2018 | Захарова Марта   | 02:59:21 |
| 2019 | Захарова Марта   | 02:43:18 |